# RAP (voetbalclub)
RAP was een Amsterdamse voetbalclub en de eerste officiële voetbalkampioen van Nederland in het seizoen 1898. (De winnaar van de eerste onofficiële editie in 1888/1889 was VV Concordia uit Rotterdam.)
In Amsterdam werd op 14 november 1887 een voetbalvereniging opgericht, gevormd uit leden van een drietal cricketclubs, R.U.N. (opgericht 20 maart 1882), Amstels CC (opgericht 1885) en Progress: RAP. Deze club werd vijf keer landskampioen. In het seizoen 1898/1899 verloren zij geen enkele wedstrijd. Het overwicht van R.A.P. in dat jaar blijkt wel uit het feit dat H.V.V. de tweede plaats innam met acht punten achterstand. Voorts werd in 1898-'99 de voor de eerste maal gespeelde Holdertcup door R.A.P. in de wacht gesleept. Hiermee is R.A.P. het eerste team in Nederland dat de dubbel wist te winnen. In het seizoen 1900-1901 kon nog een vierde plaats in de eerste klasse worden bereikt, het volgende seizoen werd het de vijfde plaats, en in 1902-'03 stond R.A.P. onderaan en moest degradatiewedstrijden spelen. Het lukte om aan degradatie te ontkomen. Enkele jaren daarna degradeerde de club toch naar de tweede klasse.
In de seizoenen 1911-'14 eindigde R.A.P. steeds op een van de laatste plaatsen, hoewel het niet meer tot het spelen van degradatiewedstrijden kwam. Evenzo verging het de andere oude Amsterdamse voetbalclub Volharding (opgericht 1889), die echter, ingedeeld in dezelfde afdeling, steeds een of twee plaatsen boven R.A.P. eindigde. Er werd toen besloten tot een fusie. In het Sportblad van 23 juli 1914 werd de oprichting vermeld van de Volharding-R.A.P.-Combinatie V.R.C. Deze fusieclub is tegenwoordig een cricketclub onder de naam VRA.

## Erelijst
| Nationaal                     |    |                              |
| Nederlands landskampioenschap | 5× | 1892, 1894, 1897, 1898, 1899 |
| Holdertbeker                  | 1× | 1899                         |

### Competitieresultaten 1889–1914[1]
| 5 |

| 2 |

| 3 |

| 1 |

| 2 |

| 1 |

| 5 |

| 2 |

| 1 |

| 1 |

| 1 |

| 3 |

| 4 |

| 5 |

| 6 |

| 4 |

| 11 |

| 8A |

| 7B |

| 5C |

| 4A |

| 2B |

| 3B |

| 7C |

| 7C |

| 8C |

| 5B |

| 3C |

| 6B |

| Eerste klasse | Tweede klasse West |

In elke staaf van de grafiek staat van boven naar beneden vermeld: 
- Eindnotering

Dit is de positie die de club heeft bereikt in de competitie, zonder eventuele beslissings-, play-off- of nacompetitiewedstrijden die nodig zijn geweest om bijvoorbeeld de kampioen van de competitie te bepalen.
Indien een * achter het getal staat is de notering een tussenstand en kan het zijn dat de notering niet overeenkomt met de uiteindelijke eindstand van de competitie.
Staat er een - dan is het seizoen nog bezig en is er geen definitieve uitslag bekend.
Staat er xx op de positie van de notering, dan heeft de club vroegtijdig de competitie verlaten. Dit kan onder andere komen door terugtrekking van het team, faillissement van de club of door een uitgedeelde straf van de KNVB. In veel gevallen staat elders in het artikel de reden vermeld.
Staat er een ? dan is het resultaat uit het verleden onbekend, en is alleen de competitie of het niveau bekend van dat seizoen.
In de seizoenen 2019/20 en 2020/21 werd wegens de coronacrisis het amateurvoetbal afgebroken. Daardoor kennen deze staven geen eindklassering (middels -- weergegeven).
- Competitieniveau en afdelingsletter of Officiële eindstand Eredivisie
  - Competitieniveau en afdelingsletter

Hierbij geeft het getal het niveau weer, dat ook terug te vinden is in de legenda. De letter is de afdelingsaanduiding en wordt gebruikt wanneer er meer afdelingen zijn op hetzelfde niveau. De afdelingsletter is altijd een hoofdletter en wordt meestal zonder nummer gebruikt.
Voorbeeld: 2F is niveau 2e klasse competitie F.
Het competitieniveau en nummer wordt niet vermeld wanneer er slechts één competitie van dit niveau was.
  - Officiële eindstand Eredivisie (getal staat tussen haakjes vermeld)

Sinds de introductie van play-offwedstrijden voor Europees voetbal na afloop van de reguliere competitie in 2005/06, is de KNVB verplicht een eindstand van de Eredivisie door te geven aan de UEFA aan de hand van deze play-offwedstrijden.
Bij deze eindstand staan clubs die zich hebben gekwalificeerd voor Europees voetbal hoger dan clubs die zich niet wisten te kwalificeren. Indien er geen verschil was tussen de eindnotering en de officiële eindstand, staat dit getal niet vermeld.

- Onderafdeling

Hier staat afgekort de naam van de onderafdeling indien de club in dat jaar in een onderafdeling uitkwam. Tevens staat deze afkorting in de legenda en wordt gelinkt naar het artikel over deze onderafdeling. Deze afkorting wordt alleen vermeld wanneer de club in het verleden in verschillende onderafdelingen heeft gespeeld. Deze vermelding is in de staaf altijd in kleine letters. Deze onderafdelingen zijn na het seizoen 1995/96 afgeschaft. Heeft de club in slechts één onderafdeling gespeeld, dan is dit alleen terug te vinden in de legenda.
Onder de staaf staat het jaartal vermeld waarin het seizoen is afgesloten. 15 verwijst naar het seizoen 2014/15 of eventueel het seizoen 1914/15.
Wanneer een staaf leeg is, zijn deze gegevens niet bekend. Het kan ook zijn dat de club dat seizoen niet heeft meegespeeld op het hogere amateurniveau, vroegtijdig de competitie heeft verlaten of uit de competitie is gezet.

In het seizoen 1944/45 was er wegens de Tweede Wereldoorlog geen regulier competitievoetbal.

## Bekende spelers
- Johan Christiaan Schröder
- Guy Zweerts
- Herman Gorter

## Cricket
VRA speelt in de Topklasse, het hoogste niveau van het Nederlandse cricket. VRA heeft als een van de weinige Nederlandse cricket clubs een graspitch. De club is 12 keer landskampioen geworden, met name rond de eeuwwisseling en het decennium daarna werden vele kampioenschappen behaald.

#### Erelijst cricket
Nederlands kampioen cricket: 1924, 1937, 1981, 1998, 1999, 2001, 2003, 2005, 2006, 2007, 2010, 2011

## Verwarring
In 1917 scheidde de voetbal-tak zich af van VRA. De voetballers waren grotendeels de spelers (op leeftijd) van het oude en succesvolle R.A.P. Zij kozen voor de oude naam R.A.P.. Maar deze naam (R.A.P. met puntjes) werd door de voetbalbond afgekeurd. Daarom werd gekozen voor de naam RAP. Zonder puntjes. Later, na nog 2 fusies, werd het SV RAP. Over de naam bestaat vaak verwarring. Ome Loek noemde de club altijd: "Rijks-Ambtenaren en Posterijen", maar RAP had niets met ambtenaren te maken. Of wat ook wel wordt verteld: Rap in betekenis van 'snel'. Of "Raak-schieten, Aannemen en Passen". SV RAP is niet de vereniging die is opgegaan in V.R.A., en ook geen (rechts)opvolger, maar wel een doorstart. RAP staat dus nog steeds voor: RUN, Amstels, Progress.